# 维洛尔索
维洛尔索（法語：Villorceau，法語發音：[vilɔʁso]）是法国卢瓦雷省的一个市镇，位于该省西部偏南，属于奥尔良区。

## 地理
维洛尔索（47°48'1"N, 1°35'52"E）面积9.5 平方千米，位于法国中央-卢瓦尔河谷大区卢瓦雷省，该省份为法国中北部省份，北起埃松省，西北接厄尔-卢瓦省，西南接卢瓦-谢尔省，南至涅夫勒省和谢尔省，东临约讷省，东北接塞纳-马恩省。
与维洛尔索接壤的市镇（或旧市镇、城区）包括：若讷、博讓西、克拉旺、梅萨、塔韦尔。

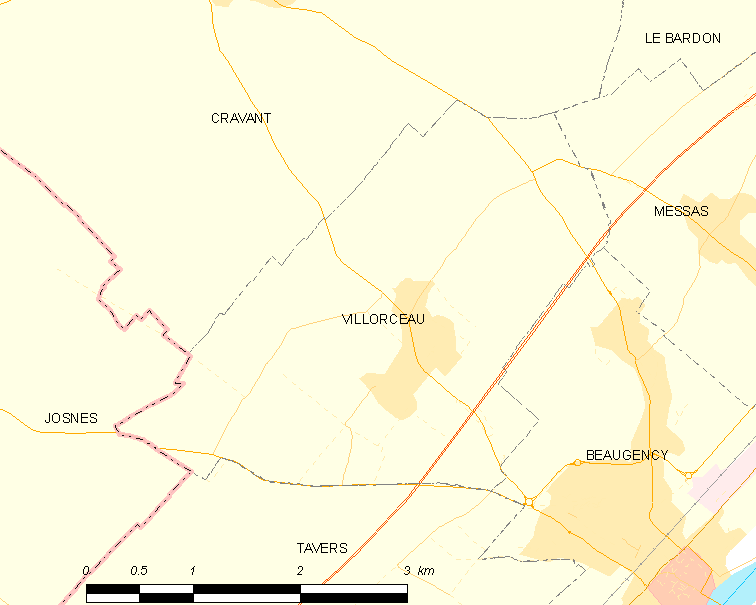
维洛尔索的OSM定位图

维洛尔索的时区为UTC+01:00、UTC+02:00（夏令时）。

## 行政
维洛尔索的邮政编码为45190，INSEE市镇编码为45344。

## 政治
维洛尔索所属的省级选区为博让西县。

## 人口

1962-2008年间维洛尔索人口变化图示

维洛尔索于2022年1月1日时的人口数量为1076人。